# Hochgall
Hochgall (wł. Collalto) to szczyt w grupie Rieserfernergruppe, w Wysokich Taurach w Alpach Wschodnich. Leży w północnych Włoszech, w Południowym Tyrolu. To najwyższy szczyt grupy Rieserferner. Na szczyt prowadzą drogi ze schronisk Rifugio Roma po włoskiej stronie i Barmerhutte po austriackiej stronie. 
Pierwszego wejścia, w 1854 r., dokonał Hermann van Acken.